# Anton Leichtfried

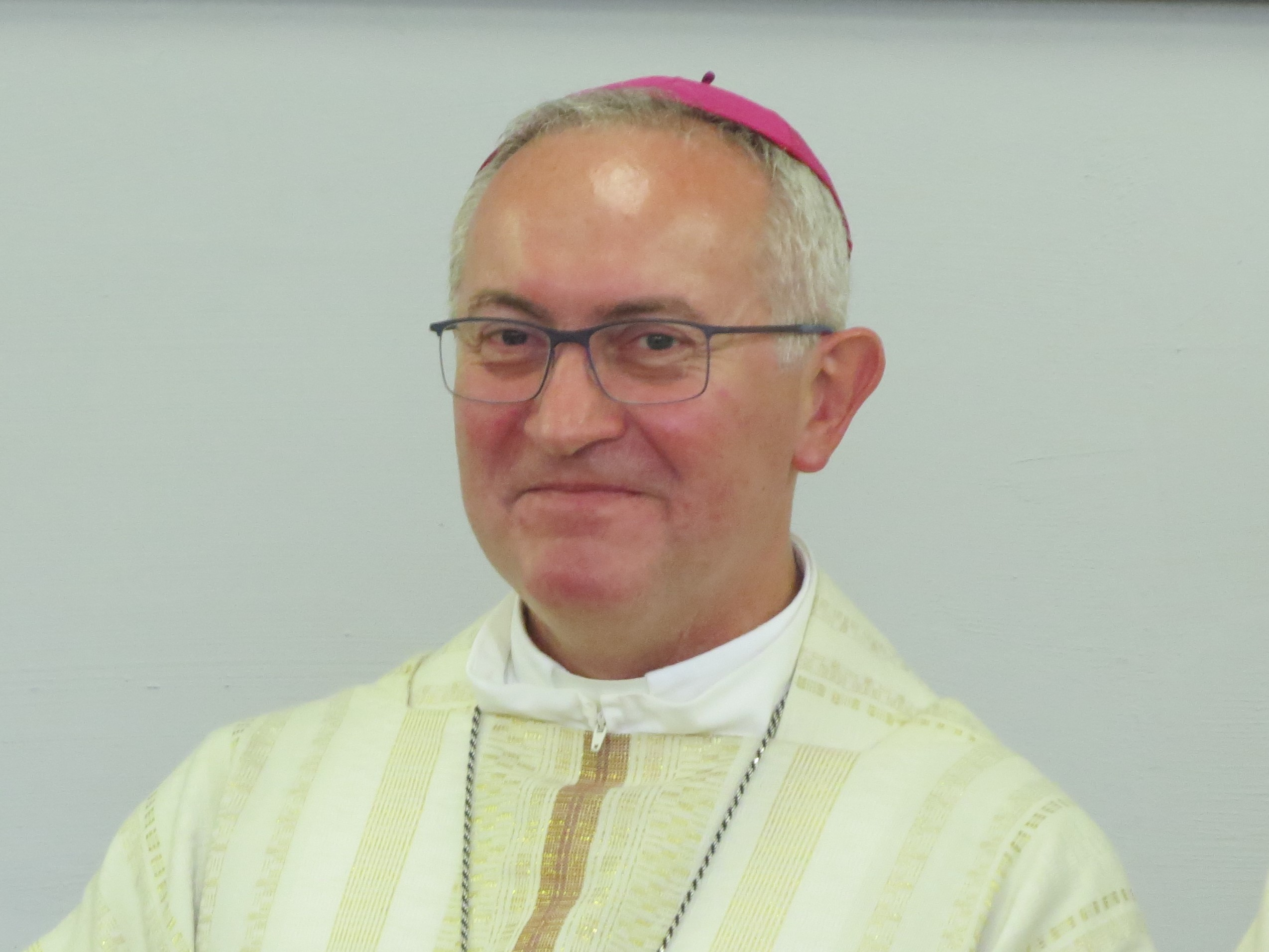
Anton Leichtfried (2017)

Wappen Leichtfrieds als Weihbischof der Diözese St. Pölten

Anton Leichtfried (* 30. Mai 1967 in Scheibbs, Österreich) ist Dompropst und Weihbischof der Diözese St. Pölten.

## Leben
Leichtfried trat nach seiner Matura am Stiftsgymnasium Seitenstetten im Jahr 1985 in das Priesterseminar St. Pölten ein. Zwischen 1987 und 1992 studierte er als Seminarist des Collegium Germanicum et Hungaricum an der Päpstlichen Universität Gregoriana in Rom, wo er das Lizenziat für dogmatische Theologie erwarb. Am 10. Oktober 1991 empfing er in der Kirche Sant’Ignazio die Priesterweihe.
Von 1992 bis 1993 war er Kaplan in Oberwölbling und anschließend bis 1996 in Waidhofen an der Thaya.
Zwischen 1996 und 2000 absolvierte Leichtfried sein Promotionsstudium bei Gisbert Greshake an der Universität Freiburg, das er mit einer Dissertation über Trinitätstheologie als Geschichtstheologie abschloss. Seit dem Jahr 2000 war er Spiritual am gesamtösterreichischen Propaedeuticum (Vorbereitungsjahr für Priesteramtskandidaten) in Horn.
Seit 4. März 2005 ist er Regens des Priesterseminars.
Am 21. November 2006 wurde er von Papst Benedikt XVI. zum Titularbischof von Rufiniana und zum Weihbischof in der Diözese St. Pölten ernannt. Die Bischofsweihe empfing er am 25. Februar 2007 durch Bischof Klaus Küng; Mitkonsekratoren waren der Wiener Erzbischof, Christoph Schönborn, und der Linzer Bischof, Ludwig Schwarz. Sein Wahlspruch lautet: Da cor docile!, zu deutsch „Verleihe ein hörendes Herz!“ (1 Kön 3,9 ). Leichtfrieds Zuständigkeit in der Österreichischen Bischofskonferenz sind die Bereiche Geistliche Berufe und kirchliche Dienste (Theologie und Ordnung der Weiheämter und Dienste; ARGE der Priesterräte; Ständige Diakone; Ausbildung der Diakone; Propädeutikum; Priesterseminare; Laientheologen; Seminar für kirchliche Berufe/BPAÖ); Liturgie (Österreichisches Liturgisches Institut; Liturgische Kommission Österreichs; Österreichische Kirchenmusikkommission; Ständige Kommission liturgischer Bücher); Österreichisches Katholisches Bibelwerk und das Institut Fernkurs für theologische Bildung.
Seit Jänner 2021 ist er auch kirchlicher Protektor des Pius-Parsch-Instituts für Liturgiewissenschaft und Sakramententheologie.

## Werke
- Trinitätstheologie als Geschichtstheologie: „De sancta Trinitate et operibus eius“ Ruperts von Deutz (ca. 1075 - 1129) (= Studien zur systematischen und spirituellen Theologie. Band 37). Echter, Würzburg 2003, ISBN 3-429-02375-0.
- Pohle, Joseph. In: Walter Kasper (Hrsg.): Lexikon für Theologie und Kirche. 3. Auflage. Band 8. Herder, Freiburg im Breisgau 1999, Sp. 370.